# Oreosaurus
Oreosaurus – rodzaj jaszczurek z rodziny okularkowatych (Gymnophthalmidae).

## Zasięg występowania
Rodzaj obejmuje gatunki występujące w Kolumbii, Wenezueli oraz Trynidadzie i Tobago. 

## Systematyka

### Etymologia
Oreosaurus: gr. ορος oros, ορεος oreos „góra”; σαυρος sauros „jaszczurka”.

### Podział systematyczny
Do rodzaju należą następujące gatunki: 
- Oreosaurus achlyens (Uzzell, 1958)
- Oreosaurus bisbali Rivas, Sales-Nunes, Baran, Jowers, Smith, Hernández-Morales & Schargel, 2021
- Oreosaurus cephalolineatus Garcia-Perez & Yustiz, 1995
- Oreosaurus inanis (Doan & Schargel, 2003)
- Oreosaurus luctuosus (Peters, 1863)
- Oreosaurus mcdiarmidi (Kok & Rivas, 2011)
- Oreosaurus rhodogaster (Rivas, Schargel & Meik, 2005)
- Oreosaurus serranus Sánchez-Pacheco, Sales-Nunes, Marques-Souza, Rodrigues & Murphy, 2017
- Oreosaurus shrevei (Parker, 1935)